# Cercotrichas paena
Cercotrichas paena е вид птица от семейство Мухоловкови (Muscicapidae).

## Разпространение
Видът е разпространен в южна Ангола, Ботсвана, Намибия, северна Южна Африка и Зимбабве.